# Oficyna Wydawnicza „Rytm”
Oficyna Wydawnicza „Rytm” – polskie wydawnictwo podziemne, powstałe w 1983, założone przez szefa Grup Oporu „Solidarni” Teodora Klincewicza ps. „Borys”, „Rafał” oraz Mariana Kotarskiego ps. „Tadeusz”, „Tadeo”.

## Historia
Oficyna postawiła przed sobą trzy zasadnicze cele: wydawanie książek zakazanych przez komunistyczną cenzurę, drukowanie ulotek oraz w ten sposób finansowanie działalności Grup Oporu „Solidarni”. 
Pierwszą pozycją „Rytmu” była broszura pt. IV rozbiór Polski w dokumentach, przedstawiająca zatajane przez komunistów fakty historyczne dotyczące pakt Ribbentrop-Mołotow. Drugą – zbiór wierszy Grzegorza Przemyka, licealisty zamordowanego przez Milicję Obywatelską. 
Na początku drukowano na powielaczu białkowym, potem na maszynach offsetowych, głównie marki Roneo Vickers. W latach 1986–1988 „Rytm” wydawał kwartalnik społeczno-polityczny „21”, redagowany przez zespół doradców Lecha Wałęsy z dr hab. Bronisławem Geremkiem na czele.
W 1987 wydawnictwo powołało Bibliotekę Historyczną „Ocalić od zapomnienia”, której celem było przekazywanie relacji, wspomnień i dokumentów dotyczących najnowszej historii Polski, stosunków polsko-sowieckich i czasów stalinowskich. „Rytm” opublikował w podziemiu ponad 50 pozycji, w nakładach od 2. do 6. tysięcy egzemplarzy, wydawał też znaczki podziemnej Poczty „Solidarność”, kalendarze i plakaty oraz był współwydawcą niezależnej prasy w tym „Tygodnika Mazowsze”. W latach 1983–1987 w „Rytmie” pracowała warszawska grupa podziemna „Płytkiego”. W skład grupy wchodzili m.in.: założyciel grupy, student romanistyki Marek Zatoń „Płytki”, student iberystyki Mirosław Banasiak, student prawa Jan Mikiewicz. Grupa zajmowała się składem, magazynowaniem, transportem, dystrybucją wydawnictw i druków Oficyny. Główny lokal konspiracyjny grupy „Płytkiego” mieścił się na warszawskim Ursynowie przy ul. Miklaszewskiego 9.
W 1989 „Rytm” ujawnił swoją działalność i do chwili obecnej funkcjonuje oficjalnie, kontynuując główny, historyczny nurt edytorski, choć nie wyłącznie. Siedziba Oficyny mieści się w Warszawie przy ul. Wolskiej 84/86.
Przedsięwzięcie operacyjne po 1989 zostało skomercjalizowane i przejęte jako przedsiębiorstwo przez „Mariana Kotarskiego”.
Od 2013 roku Prezesem Zarządu Oficyny Wydawniczej „Rytm” Sp. z o.o. jest Dorota Świderek.

## Sprawa Kotarskiego
W 2012 ujawniono, że uchodzący za opozycjonistę Marian Kotarski w rzeczywistości był funkcjonariuszem Departamentu II Ministerstwa Spraw Wewnętrznych, jego nazwisko było fikcyjne, a naprawdę nazywał się Marian Pękalski.